# Самогонники (фільм, 1961)
«Самогонники» (рос. «Самогонщики») — російський радянський короткометражний художній фільм-комедія Леоніда Гайдая, створений у 1961 році на студії «Мосфільм». Разом з фільмом «Пес Барбос і незвичайний крос», це перший твір про тріо антигероїв-шахраїв Боягуза, Балбеса і Бувалого. Входить у комедійний альманах «Цілком серйозно»(?). Також фільм входив до «Збірника комедійних фільмів» (Мосфільм, 1961), куди увійшли ще фільми, що вийшли порізно («Чужий гаманець», «Водяний», «Великі неприємності»).

## Сюжет
Боягуз, Бовдур і Бувалий вирішують поставити на «широку ногу» виготовлення сивухи, але пес Барбос знову ставить їм палиці в колеса і врешті-решт здатися міліції здається шахраям меншим злом…

## У ролях
- Георгій Віцин — Боягуз
- Юрій Нікулін — Бовдур
- Євген Моргунов — Бувалий

## Актори, які не вказані у титрах
- Володимир Піцек — суворий міліціонер

## Ляпи і неточності
- У фільмі в котел самогонного апарата Балбес засипає цукор. Насправді туди варто заливати брагу.
- У фільмі з крана самогон ллється рікою, а сніг, в якому лежить змійовик, навіть і не тане.
- У величезному бутлі, з яким Боягуз тиняється по хатинці, немає каламутної рідини. Просто стінки бутля зсередини пофарбовані білою фарбою.
- Хатинка, де женуть самогон, у фільмі виходить «всередині більше, ніж зовні».
- Із барлогу вилазить гімалайський ведмідь.

## Пісня «Самогонники»
За словами авторів, пісня самогонників, яку ми чуємо у фільмі — це другий варіант, докорінно перероблений. Пісню самогонників спершу написав Юрій Нікулін.
«Перший дубль» вийшов настільки вдалим, що керівництво захвилювалися: «Хлопці, що ви робите? Завтра вашу пісню співатиме вся країна!»
Дійсно, все спочатку писалося на мелодію народної пісні «Семенівна», що (після демонстрації в кінотеатрах країни), безсумнівно вилилося б урешті-решт у суцільне застільне, направду всенародне співання.
А текст «Не футболисты мы, не велогонщики, и не артисты мы, а самогонщики! А мы будем пить, а ми гнать будем, і культуру виробництва підвищувать будем!» в устах нетверезих громадян мав би явно знущальний відтінок.
Довелося «переробляти гірше» — поет В. Ліфшиц написав вірші про «хитромудрий апарат».
Другий варіант мелодії вже не був настільки зручний для групового співу, плюс тепер у пісні присутня політкоректна, але безсумнівно вдала знахідка — куплет Боягуза про тюремне ув'язнення за самогоноваріння.
Початковий же варіант залишився в архівах кіностудії і глядачеві абсолютно невідомий. Схоже, єдина поява цієї пісні в ефірі відбулася в 2008 році у програмі НТВ «Велика таємниця горілки» з циклу «Російські сенсації».
Під акомпанемент рояля знайомі голоси виконують один куплет, щоправда і той без закінчення. «І допомагають нам завжди…» — хором промовляють актори, далі рояль завершує музичну фразу і що ж саме допомагає нашим улюбленим героям, залишається невідомим. Приспів цей завершується: «цукор, дріжджі і вода», що співзвучно приказці «Солнце, воздух и вода — наши лучшие друзья».
Повний текст недопущеної цензурою пісні:
|  | Не футболисты мы, Не велогонщики, И не артисты мы, А — самогонщики. Эх, пить будем, И гнать будем, А нагоним литров сто,-- Продавать будем! Приспів: И помогают Нам всегда: Сахар, дрожжи И вода!. 2 рази приспів Самогончик — самогон,-- Кто не с нами,-- выйди вон. Первачок наш, первачок,-- Кто не пьёт,-- Тот — дурачок. А мы пить будем, И гнать будем, А милиция придёт,-- Угощать…удирать будем! Приспів. 1раз Одного лишь я боюсь, И от страха весь трясусь: Что за этот самогон, Нас ушлют надолго вон. А мы пить будем, И гнать будем, И культуру производства Повышать будем! Приспів: Ведь помогают — '-- 1раз Мы пришли на юбилей,-- Ты нам рюмочку налей,-- С рюмки я не буду пьян,-- Наливай полней стакан! Приспів. 2рази Ха-ха! |

## Пісня «Самогонний апарат»(присутня в фільмі)
композитор Богословський Микита, текст Ліфшиць Володимир
виконує Бывалый (Бувалий)
|  | Без каких-нибудь особенных затрат, Создан этот самогонный аппарат, А приносит он, друзья, доход, Между прочим, круглый год |

 (2 рази)
виконує Балбес (Бовдур)
Я, признаться откровенно, очень рад
Лечь под этот электронный агрегат, Чтобы капал самогон мне в рот,--
Днём и ночью,--круглый год! 2рази
виконує Трус (Боягуз)
Но вот люди меж собою говорят: За такой вот хитроумный аппарат
Просидеть мы можем без забот
За решеткой — круглый год! 2рази

## Знімальна група
- Автори сценарію: — ** Леонід Гайдай, Костянтин Бровін
- Режисер-постановники: — Леонід Гайдай
- Оператори-постановники: — Костянтин Бровін
- Художники-постановники: — Костянтин Степанов
- Композитори: — Микита Богословський
- Автори текстів пісень: — Володимир Ліфшиц